# アルバニア労働党
アルバニア労働党（アルバニアろうどうとう、アルバニア語:Partia e Punës e Shqipërisë）は、かつてアルバニアで一党独裁制を敷いた共産主義政党。1991年6月13日に解散した。

## 歴史

### 結成・闘争から政権へ
第二次世界大戦中の1941年11月、エンヴェル・ホッジャを指導者（書記長、のち第一書記）として アルバニア共産党(Partia Komuniste e Shqipërisë) が結成。当時アルバニアはファシスタ・イタリアやナチス・ドイツらの枢軸国の占領下にあり、占領軍への抵抗活動、パルチザン (アルバニア)が活発化するなかでの結成であった。
1944年11月にはドイツ軍を主力とした枢軸軍を国外に放逐し、国土を解放した。1946年にはアルバニア人民共和国を宣言して社会主義国における一党独裁制を敷き、ホッジャが政府首班となった。
1948年に党名をアルバニア共産党からアルバニア労働党へと改称した。

### 各国との論争・関係断絶
戦後はスターリンのソ連および隣国であるチトーのユーゴスラビア社会主義連邦共和国と友好関係を結んだが、独自の自主管理社会主義路線（チトー主義）を採るユーゴスラビアがコミンフォルムを脱退すると関係を断絶してしまう。
次いでスターリンの死後、ソ連の指導者となったフルシチョフが1956年にスターリン批判を行うと、これを修正主義として非難、中ソ対立では毛沢東指導下の中華人民共和国（中国）と歩調を合わせ、国家レベルで毛沢東主義に転じた。1967年には全ての宗教を禁止し「無神国家」を宣言した。
1971年には国際連合でアルバニア決議を共同提案して国際社会で中国が確固たる立場を築くのに一役を買うも1972年のニクソン大統領の中国訪問を契機に中華人民共和国がアメリカ合衆国や反共的な国々に接近したことに批判を強め、1976年には毛沢東の葬儀に出席するも後継者の華国鋒らが3つの世界論に基づく外交をさらに展開したことに対して中華人民共和国を「第三世界の超大国」にさせることを企んでるとホッジャは非難し、1978年に鄧小平が改革開放路線を採用すると中国とも断絶し（中ア対立）、アルバニアを鎖国的な体制下に置いた。このためアルバニアの国内開発は停滞し、ヨーロッパの最貧国と呼ばれる状況にまでなった。同時期に西欧各国の左派が採択していたユーロコミュニズム路線や、ユーゴスラビアのチトー主義、同様にソ連と距離を置いていたルーマニアのニコラエ・チャウシェスク、さらに北朝鮮の金日成に対してもマルクス・レーニン主義に反するとホッジャは非難を続け、「世界唯一のマルクス・レーニン主義国家」を掲げたアルバニアは孤立を一層深める事になる。
すべてホッジャが自党であるアルバニア労働党のマルクス・レーニン主義、スターリン主義を正統なものと解釈し、他者を修正主義と非難し続けた結果であった。このため各国の共産党の中で反修正主義を掲げ、旧来の主張に固執するグループが「アルバニア派」（ホッジャ主義）として分裂する現象も生じた。しかしながら、これらの動きは総じて小グループにとどまった。

### ホッジャ以後
1985年にホッジャが死去すると、後継の第一書記はラミズ・アリアが引き継いだ。アリアもしばらくはホッジャの政策を踏襲したが、東欧革命の影響はアルバニアにも及び、1990年から1991年にかけてアルバニアも一党独裁制を放棄して複数政党制が導入され、民主化されることとなった。その過程でアルバニア労働党はアルバニア社会党に党名を変更し、綱領も社会民主主義を内容とするものに一新した。これに反対する少数グループ（ホッジャ夫人を含む）は1991年に改めてアルバニア共産党を結成した。

## 脚註
1. ↑  1966年のアルバニア労働党第5回大会の記録映像では、同大会に代表を送ったのは以下の各党であったことが確認できる。

  1. 社会主義国の政権党のうちでは、中国共産党と、中ソ対立に中立的な立場をとっていた朝鮮労働党、ベトナム労働党、ルーマニア共産党、また南ベトナム解放民族戦線。
  2. 党として親中国路線をとっていたインドネシア、ビルマ、マレーの各党。
  3. その他、各国共産党の反修正主義、親中国の分派。
2. 1 2  Hoxha, Enver (1982). Selected Works, February 1966 – July 1975. IV. Tirana: 8 Nëntori Publishing House. pp. 656–668.
3. ↑  Hoxha, Enver (1979b). Reflections on China. 2. Tirana: 8 Nëntori Publishing House. pp. 166–167.
4. ↑  Hoxha, Enver (1985). Selected Works. 5. Tirana: 8 Nëntori Publishing House. pp. 617–618, 697–698.
5. ↑  Enver Hoxha, "Reflections on China II: Extracts from the Political Diary", Institute of Marxist-Leninist Studies at the Central Committee of the Party of Labour of Albania," Tirana, 1979, pp 516, 517, 521, 547, 548, 549.
6. ↑  Hoxha, Enver (1979b). Reflections on China. II. Tirana: 8 Nëntori Publishing House.
7. ↑  Vickers, Miranda (1999). The Albanians: A Modern History. New York: I.B. Tauris & Co Ltd. p. 203. p. 107